# 塔皮亚德卡萨列戈
塔皮亚德卡萨列戈，是西班牙阿斯图里亚斯的一个市镇。总面积66平方公里，总人口4315人（2001年），人口密度65人/平方公里。